# Welcome to My World
Welcome to My World (с англ. — «Добро пожаловать в мой мир») — альбом-компиляция американского певца Элвиса Пресли, вышедший в 1977 году. Диск занял 44-е место в американском хит-параде. После смерти певца достиг платинового статуса.

## Об альбоме
Сборник выдержан в стиле эстрадного кантри, перемежающий как студийные, так и концертные песни. Версия «I Can’t Stop Loving You» вышла впервые на этом альбоме (с концерта в Медисон-сквер-гарден 10 июня 1972); остальные песни ранее уже выходили.

## Список композиций
1. «Welcome To My World» (1:57)
2. «Help Me Make It Through The Night» (2:48)
3. «Release Me» (3:00)
4. «I Really Don’t Want To Know» (2:47)
5. «For The Good Times» (3:08)
6. «Make The World Go Away» (3:37)
7. «Gentle On My Mind» (3:24)
8. «I’m So Lonesome I Could Cry» (2:10)
9. «Your Cheatin’ Heart» (2:44)
10. «I Can’t Stop Loving You» (2:22)